# Transformice
Transformice (abreviado como TFM) es un videojuego independiente en línea de plataformas creado por diseñadores franceses conocidos por sus apodos Tigrounette y Mellibellule. Mellibellule produce los gráficos del juego. El juego fue lanzado el 1 de mayo del 2010. Transformice fue lanzado en Steam el 30 de enero del 2015.
En el juego, cada jugador controla a su ratón virtual como jugador que debe ganar una pieza de queso y traerlo hacia la madriguera. A lo largo que continúan ganando quesos, se agregan puntos al XP, que es para pasar de niveles y a una tabla de posiciones. Una vez que el jugador alcanza la puntuación más alta de la tabla, el jugador se convierte en Chamán en el próximo mapa. Como chamán, el jugador puede crear y construir objetos y mecanismos en el mapa para ayudar a los demás ratones a conseguir el queso y así conseguir puntos de ratones salvados y XP. Los chamanes también pueden dificultar a los otros ratones, ya sea accidentalmente o como troll. El juego es actualizado en un tiempo regular para implementar nuevos eventos, agregar objetos a la tienda del juego donde se pueden comprar accesorios de vestimenta, pieles, etc., o actualizar los mecanismos de los juegos.

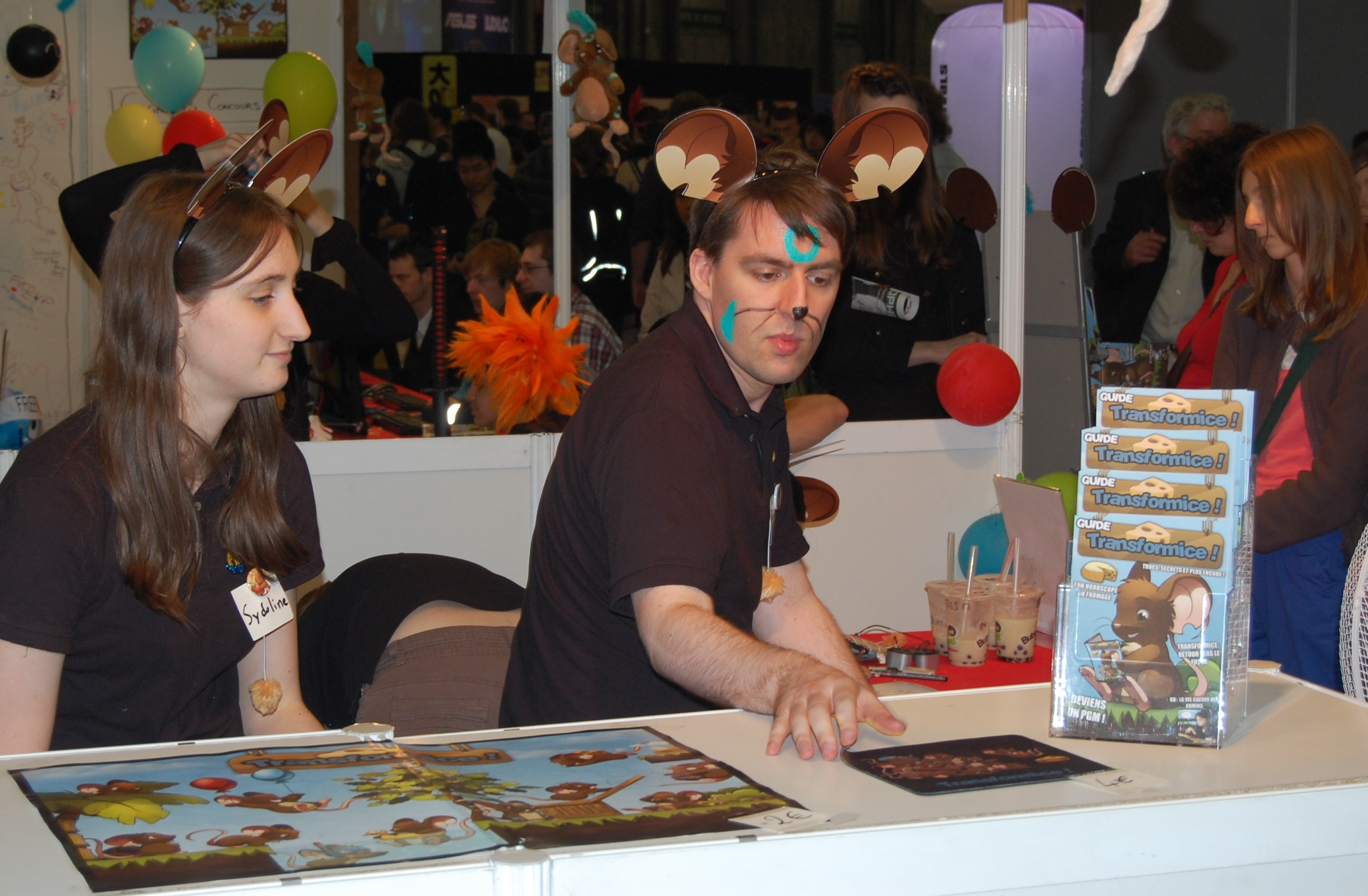
Administradores de Transformice en la Expo de Japón 2012

El objetivo principal del juego es conseguir un pedazo de queso colocado aleatoriamente en un punto de un mapa. Los jugadores pueden controlar su ratón con las teclas de flecha del ordenador o con las letras WASD para correr, ir a ambos lados, saltar y agacharse, además de algunas técnicas con movimientos combinados como la c, b, k, h, e, z, x, entre otros.
El ratón del jugador tiene que tocar el queso para agarrarlo en su espalda y después llevarlo a la madriguera para terminar. La velocidad para llegar primero es crucial, pues los tres primeros conseguirán más puntos, mientras que los restantes solamente diez. Estos puntos servirán para posicionarse en la tabla y que el sistema decida a quién le toca ser chamán en la siguiente ronda.
El número de quesos y ratoneras varía según el mapa, mientras que ganan puntos en una tabla de posiciones; además se agregan puntos extras a los jugadores que queden en tercero, segundo y primer lugar, respectivamente. Y al ganar quesos, es grabado en el perfil permanente del jugador. En el perfil también se le reconoce al jugador por las veces que haya quedado en primero, los ratones que ha salvado, por los títulos desbloqueados, emblemas de chamán conseguidos e insignias conseguidas en distintos eventos. Los mapas tienen un límite de dos minutos en modo normal, survivor o Vanilla pero en modo Bootcamp se aumenta el tiempo a 5 minutos y en modo Racing se disminuye el tiempo a 1 minuto y medio, y, al terminar, se carga un nuevo mapa. El tiempo cambiará a 20 segundos si el chamán muere o quedan 2 ratones en el mapa (3 con el chamán)en el modo normal o Vanilla.
A día de hoy, Transformice es un juego muy popular, actualmente alcanzando un promedio de cerca de 1000 jugadores conectados en todos los servidores simultáneamente. El juego ha cambiado mucho desde sus primeros tiempos (2010), en el que poco a poco se han ido añadiendo varias características para mejorar el juego y estos cambios han implicado nuevos paisajes en los mapas, más artículos en la tienda, una mejor interfaz, cambios en el suelo, etc.
Transformice está presente en vídeos de YouTube en los que se muestran diversos tutoriales acerca del juego, algunas comunidades de redes sociales como Facebook y Twitter, y también hay varios blogs, llamados fansites, el más famoso a nivel internacional es Club Mice que proporciona el ranking de jugadores y de tribus, y estadísticas de cada jugador.
Uno de los aspectos del juego social y psicológico es llevar el dilema del prisionero iterado y su versión, en la teoría de juegos: en cada nivel, dependiendo de su configuración y de acuerdo con el chamán en su lugar, los jugadores pueden trabajar juntos para maximizar beneficios colectivos (por ejemplo, una estructura de equilibrio inestable, a su vez), o traicionar a sus compañeros para beneficio personal más inmediato. El jugador también puede disfrutar de unos emoticonos que se activan presionando algún número del 1 al 9 o emociones a través de acciones (bailar, beso, reírse, llorar, ira, aplausos, sentarse, tirar confeti, besarse, chocar los cinco, abrazarse o jugar al piedra, papel o tijera).

## Historia
El juego fue desarrollado por Melibellule (Mélanie Christin) y Tigrounette (Jean-Baptiste Le Marchand). Los dos se conocieron en el trabajo y se hicieron amigos. La idea de Transformice se produjo cuando los dos decidieron formar un equipo y crear un juego juntos. Tigrounette tenía experiencia haciendo juegos en el pasado y quería experiencia artística de Melibellule para ayudar en la creación de los efectos visuales. La idea propuesta por Melibellule a Tigrounette era un juego en el que todas las ratas podrían convertirse en objetos simples (de ahí el nombre de Transformice: transform (transformar) + mice (ratones) en inglés para ayudarse unos a otros para obtener el queso. Después de algunas pruebas, concluyeron que este modo de juego no era muy divertido, sobre todo si solamente había dos personas jugando. Luego se pensó en hacer que los ratones invoquen objetos en lugar de transformarlas, pero aun así no funcionó, pues se podía invocar cualquier cosa en cualquier lugar. Más tarde, Melibellule lanzó la idea de un pequeño ratón que tiene que tomar un pedazo de queso y traerlo de vuelta al agujero del ratón lo más rápido posible y que el poder de invocar se le de a solamente un ratón (en este caso, el chamán), que debe salvar a los ratones. Después de dejar sus puestos de trabajo, Melibellule y Tigrounette encontraron la compañía de juegos independiente Atelier 801 como codirectores generales.

Actualmente Mélanie Christin (Melibellule) ha dejado de trabajar en Atelier801 el día 12/01/2022, la razón que dejó fue que no podía seguir trabajando en Transformice, y que debía seguir adelante. Así lo dijo en el foro de Atelier801, puede verlo aquí.

## Desarrollo
Antes de Transformice, Atelier801 había trabajado en otros juegos onlines. 
- En abril de 2008 titulado "Aaah!" (también llamado Extinction) el objetivo del juego es controlar una figura como personaje a través de una silueta de un mapa para alcanzar una farmacia. El juego tiene mecanismos similares a Transformice; los jugadores compiten por el mismo objetivo mientras otro jugador con el puntaje más alto es designado como guía y puede crear caminos para ayudar a los otros jugadores a alcanzar la meta. Como idioma solamente tiene el francés, y el juego está activo hoy en día. Tiene 3 modos. Se puede jugar en extinction.fr

- Llamado ‘Fish’ o ‘Poisson’, era un juego en el que tú eras un pez y tenías que llegar al tazón de pescado. Similar a Transformice por sus objetos y mapas y, actualmente, no está activo este juego. El aspecto del pescado de este juego es igual que el pendiente de pescado de Transformice.

## Café
El café es un tipo de mini foro, donde los usuarios pueden crear un tema, que consta de título y mensaje. Una vez creado el tema, los demás usuarios pueden interactuar comentando en dicho tema. Además, se puede valorar los comentarios mediante un sistema de me gustas y no me gustas que se pueden dar cada una cierta cantidad de tiempo (actualmente cada 3 minutos). Un like de un moderador significa +15000 likes en el comentario o café al cual le dio aquel "me gusta".

## Chamán
El Chamán es un ratón que ayuda a sus discípulos a conseguir el queso a los ratones. Por ejemplo, si el chamán utiliza una tabla con un globo, este deberá subirse a ella hasta el queso. El chamán tiene unos inventos, con ellos ayudará a los ratones. Como la tabla, el globo, etcétera. Dichos objetos pueden colocarse de distintas maneras y posiciones. Además de los iconos situados en la parte inferior derecha en la pantalla del chamán, también pueden utilizar letras del teclado como la b, n, c, etc. (Puede variar porqué modo de Chamán tengas, sea Modo normal, Modo difícil y Modo divino)
Con mil ratones salvados (1.000) el Chamán puede desbloquear el Hard Mode, (Del inglés, Modo difícil). Para desbloquear el Divine Mode, (Del inglés, Modo divino) se requieren 5.000 ratones salvados en modo normal y 2000 en modo difícil para desbloquear modo divino. Hay mapas que tienen dos chamanes, uno en color azul y el otro en rosa, y este mapa también cuenta con dos agujeros, uno para cada chamán, que pueden hacer la paz o guerra y/o cerrar la ratonera del otro chamán, evitando entrar allí y conseguir más ratones para el vencedor.

## Habilidades del chamán
Las habilidades del chamán se introdujeron el 29 de julio de 2013, permitiendo a los ratones desbloquear ciertas destrezas para el chamán y los rasgos mediante la recopilación de quesos y salvación de ratones. Las habilidades se dividen en cinco árboles: Jefe Espiritual, Maestro del Viento, Mecánico, Salvaje y Físico. Un Jefe Espiritual aumenta la capacidad del chamán para salvar a más ratones, un Maestro del Viento se centra en la movilidad del chamán, un Mecánico da al chamán más opciones cuando se trata de la construcción, un Salvaje mejora los objetos y ratones, y un Físico aumenta el poder del chamán. Para conseguir niveles, se recauda experiencia cada vez que entras en la ratonera (20) y cada vez que salvas ratones (5 puntos Modo Normal, 10 puntos con Modo Difícil y 15 puntos con Modo Divino). 

## Títulos
Los títulos los consigues mediante los logros realizados de tu Ratón.
- Número de quesos conseguidos;

- Número de quesos conseguidos de primero (First, contabilizados a partir de un cierto número de ratones presentes en la sala, generalmente doce); ejemplo 40.000 first consigues el título Relámpago.

- Número de ratones salvados;

- Número de ratones salvados en Modo Difícil;

- Número de ratones salvados en Modo Divino;

- Número de accesorios ganados o comprados;

- Número de mapas Bootcamp completados;

- Ciertos títulos pueden ser ganados con ocasión de los acontecimientos o eventos, por ejemplo, Navidad, Pascua, Halloween, 14 de febrero, etc.

Un jugador puede escoger un título en la colección de los ganados; el título se exhibe sin interrupción por encima del ratón. Para poner uno nuevo, solamente hay que escribir el comando: /título en el chat, y después escoger un número o el ID del título que desees (/título [número de título]). Ejemplo: /título 9 te colocará el título número nueve. También se puede escoger dando clic en el Perfil, bajar y buscar el Título que desees.

## Minijuegos
Ciertos minijuegos se desarrollaron teniendo como base el principio original en salas especiales y ciertos robots o ‘bots’ (creados por personas) que hacen de dirigente del juego y del chamán.
- El Racing (Del inglés, Carrera): es un conjunto de mapas que pueden acabarse sin el chamán y que a menudo se necesita un buen nivel, ya que el objetivo es llegar el primero al hoyo con queso. Un robot hace de cronómetro y anuncia el vencedor; también cambia de mapa al cabo de un minuto o cuando quedan menos de dos ratones.

- El Bootcamp (Del inglés, Campo de entrenamiento): es un conjunto de mapas que pueden acabarse sin el chamán y que se necesita un nivel muy bueno, con el fin de llegar a acabar el mapa muy arduo, gozando de más tiempo (seis minutos) y de una Resurrección automática hasta el punto de salida cada 15 segundos (actualizado a 5 segundos) en caso de fracaso.

- El Defilante: similar al Racing, pero tiene monedas que te ayudarán (o empeorar) para completar el mapa y el mapa se mueve a una velocidad lenta o rápida. Es unos de los más recientes minijuegos incluido en San Valentín de 2013 por Tigrounette.

- El Survivor (del inglés, Sobreviviente): es un conjunto de mapas sin hoyos ni normalmente con quesos; el chamán debe matar a los ratones y puede apartar de su lado los ratones que le quedan reflejadas o al lado (campers o también llamados huggers del verbo To Hug) gracias al Meep (un fuerte impulso). En ciertos mapas, un ratón se transforma en vampiro y trata de contaminar otros ratones. En ambos casos, los supervivientes eventuales ganan puntos y un queso. El ratón que tiene más puntos se vuelve chamán a su vuelta. Como ya hemos dicho antes, no hay normalmente quesos en los mapas, pero algunos lo llevan para hacer que el ratón que lo haya cogido tenga más peso, con lo que le hace más difícil jugar. Este minijuego fue uno de los primeros en crearse.

- Vanilla: Son las salas que permiten jugar solamente con los mapas Oficiales (Algunos han sido creado por jugadores, la gran mayoría es por Administradores).

Nota: La mayoría de los jugadores no saben que hubo unos mapas oficiales que hoy en día están en uso, ya que no ven el código del mapa.
- Music (Del inglés, Música): es un conjunto de mapas de sala Normal y Vanilla. La diferencia de estas salas es que en esta sala puedes jugar con canciones que colocan los demás ratones o tú. Se genera un pequeño recuadro en cada mapa mostrando el vídeo de dicha canción. También, como hemos dicho anteriormente puedes colocar tu propia música que la escuchara toda la sala.

- Elimination (Del inglés, Eliminación): es parecido a Racing, pero va por tiempos, es decir, si son 3 ratones y entran 2, el tercer ratón en entrar a la madriguera no aparecerá en las siguientes rondas, el juego continúa así sucesivamente hasta terminar. No cuentan las rondas ni los quesos, sin embargo, después de los 5 ratones en la sala cuentan quesos en la tienda.

- Utility (Del inglés, Utilidad): Este minijuego es bastante diferente a los demás, en este minijuego puedes actuar como si fueses un moderador, pero solamente en tu sala o en alguna sala que tengas permisos. Puedes expulsar a jugadores, darles permisos de moderador, invocar objetos de chamán (tablas, cajas, pelotas, etc), también puedes dibujar en la sala y escribir.

- Football (del inglés, Fútbol): Este minijuego como lo dice su nombre se trata del fútbol, los ratones de la sala se separan por dos equipos (Rojo y Azul), cuándo un ratón tiene la pelota se le coloca un queso en su espalda para indicar que él la tiene, para lanzar la pelota o quitársela a otro ratón, tienes que apretar espacio.

- Traitor (del inglés, Traidor): Quizás este minijuego sea uno de los más populares, por la forma de este mismo. Este minijuego tiene dos clases de ratones (Inocentes y Traidores), en los cuales cada tipo de ratón tiene una misión distinta. Si eres inocente debes correr lo más rápido que puedas o escabullirte para evitar roses con algún traidor. En cambio, si eres traidor, debes matar a los demás disimuladamente y con mucha cautela, así evitarás que los demás se den cuenta que eres el traidor. Para matar a los demás (si eres traidor), debes tener un roce con cualquiera de los ratones y apretar la tecla barra espaciadora y al cabo de tres segundos, el ratón automáticamente morirá. Acuérdate que debes matar a alguien a cada minuto o morirás también. Si a ti no te tocó ser traidor y sabes quién lo es, deberás escribir en el chat !nombredelratón para votar por él. Si aquel traidor tiene tres o más votos, su nombre se pondrá rojo y cualquier otro ratón lo podrá matar, rosando con él y apretando la tecla Barra espaciadora. Pero cuidado, podrías equivocarte y matar a un pobre inocente. En cada mapa hay un máximo de cinco traidores.

- Virus: Este minijuego al igual que Traitor, en este hay diferentes tipos de ratones, el ratón, el médico y el virus. El ratón es un jugador el cual debe escapar de las bombas de los virus. Estos tienen la característica de tener una barra de salud la cual va bajando gracias al veneno de los virus. Cuando un ratón está infectado (tendrá un nombre rojo y su barra de salud empezará a bajar) deberá buscar a un médico o doctor rápidamente para ser curado. Si el jugador llega 0 de vida, este morirá. Su misión es sobrevivir. El doctor será inmune a los virus y tendrá un nombre azul, el caso de haber un ratón infectado este deberá curarlo con la barra espaciadora y así salvarle la vida. Para curar se debe tener al menos una vacuna, las vacunas se cargan solas cada 15 segundos, sin embargo, un médico puede llevar 2 a la vez. Su misión es Curar a los ratones. El virus es un tipo de jugador el cual no está en el mapa y es invisible para todos. Este deberá hacer clic en un lugar para infectarlo, al hacer clic aparecerá un pequeño contador, al este llegar a 0, explotará y votará veneno, el cual es perjudicial para los ratones. Este tiene una barra de veneno que le permitirá al jugador lanzar 2 venenos, sin embargo, estos se llenan cada 5 segundos. Su misión es matar a los ratones.
- Batata: Este minijuego es el más popular de todos si tienes la papa, debes intentar pasar la papa a otro jugador acercándote a él y presionando la barra espaciadora. Sin embargo, debes ser rápido, ya que hay un temporizador, y si llega a 0, el jugador con la papa morirá y la persona que esté más lejos obtendrá la papa. La última persona que queda gana

Además de eso, existen jugadores que saben la programación lua que utilizan los comandos para programar minijuegos oficiales y NO oficiales.
Para abrir el cuadro LUA, puedes poner en el chat el comando /lua en el que te aparecerá un cuadro con infinitos renglones de comandos.

## Comandos
Los comandos son herramientas con distintos fines y funciones. En Transformice, se utilizan para poder simplificar y ayudar a los usuarios al momento de trasladarse de sala, ignorar a un usuario o simplemente entrar a un minijuego.
Para poder activarlas, simplemente debes escribirlos en el chat, pero a diferencia de las palabras, deben llevar una / adelante para que surta efecto.
Los corchetes que están al lado del comando son simplemente para que sepan que debe ir en ese campo. En el juego NO deben ser escritos.

### Comandos generales
Nuevo: Para quienes están familiarizados con el sistema de Discord, este será muy similar. Cuando crees una nueva cuenta de usuario, se te asignará un # único y podrás elegir el nombre de usuario que quieras siempre y cuando cumpla con los términos y condiciones de uso, por ejemplo: si te quieres llamar JohnDoe, tu Apodo de usuario será JohnDoe#1234. 
Estos comandos son los principales del juego, son muy útiles y son de los más utilizados en el juego.
- /amigo [apodo#0000] - Con este comando podrás agregar a cualquier usuario a tu lista de amigos.
- /ban [apodo#0000] - Este comando permite expulsar a un usuario de una sala por 1 hora. Necesitas que 10 ratones lo escriban en la sala en donde se encuentra el usuario al que quieren sacar y, este jugador, será redirigido a la sala *bad girls. No podrá regresar a la sala de la cual fue expulsado durante 1 hora.
- /cips - Este comando abrirá en pantalla un gráfico en el cual podrás ver el lag que tienes. Cuanto más lag tengas, el gráfico irá creciendo. Para sacarlo, vuelve a escribir el comando.
- /f [país] - Este comando te permitirá agitar la bandera del país que desees. Por ejemplo: /f ES para agitar la bandera de España.
- /ignore [apodo#0000] - Este comando te permite ignorar a un usuario que te esté molestando. No podrás recibir susurros de esa persona y tampoco podrás leer sus mensajes en el chat de la sala. Para designorarlo, simplemente escribe el comando nuevamente.
- /ips - Este comando hace ver unos números en la parte superior izquierda de la pantalla. Los números en amarillo muestran los FPS en los que está corriendo el juego en este momento. Los números en azul/violeta muestran el porcentaje de FPS cada 30 segundos.
- /langue [idioma] - Este comando permite cambiar el idioma a todo el juego. Si estas en la comunidad inglés, puedes poner el juego en español escribiendo /langue ES.
- /lua - Este comando abrirá una caja negra en la pantalla de Transformice. Todos los jugadores pueden usar ese comando. Los administradores de los Lua [Module Team] pueden crear modules, los puedes encontrar en la parte de la lista de salas, el cuadro que dice "Módulos". Todos los jugadores pueden crear luas, o llamados códigos luas. Puede servir para guardar información.
- /menu - Este comando sirve para abrir el menú que te aparece cada vez que entras a Transformice.
- /mod - Con este comando verás todos los moderadores conectados en todas las comunidades del juego.
- /mort - Este comando hace que tu ratón muera automáticamente.
- /music - Este comando te permitirá desactivar la música en la casa de la tribu y/o cualquier otra sala, si es que la hay. Para activarla, vuelve a escribir el comando.
- /nue - La función de este comando es quitar la ropa de los jugadores. Todos los ratones de la sala a la que entres o en la que estés se verán como si no tuviesen ninguna prenda puesta. Esto ayuda a disminuir el lag. Para que surta efecto tienes que esperar a que la ronda cambie. Si quieres volver a ver la ropa, simplemente vuelve a escribir el comando.
- /perfil [Apodo#0000] Ejemplo /perfil Daniiques0#0000 - Este comando te permite ver el perfil de un jugador cualquiera.
- /ping - Este comando permite mostrar la velocidad con la que tu computadora se comunica con los servidores del Atelier 801. En otras palabras: Cuanto menor sea el ping, menos Lag tendrás porque tu conexión es buena.
- /pw [contraseña] - Este comando le pone contraseña a cualquier sala que hayas creado tú.
- /report [Apodo#0000] - Este comando te permite reportar a cualquier persona que no está cumpliendo las reglas del juego a un Moderador.
- /sala - Con este comando irás a una sala al azar. Si quieres ir a una sala con un nombre específico simplemente escribe el comando seguido del nombre que quieras que la sala lleve (/sala 1). Si quieres ir a un minijuego, escribes el comando seguido del nombre del minijuego (/sala #elimination).
- /scroll - Este comando te permite deshabilitar la ruedita del mouse para evitar que se mueva la pantalla de juego si estás en un navegador.
- /time - Este comando te dirá la cantidad de días que has jugado en Transformice sobre la base de las horas que pasaste conectado.
- /título - Este comando te permitirá visualizar todos tus títulos ganados hasta el momento. Si quieres cambiarlo simplemente escribes el comando seguido del número de título que quieres. Si quieres el título Ratoncito escribes /título 0.
- /totem - Este comando te llevará a la sala de edición de tótems. Solo se puede usar si has desbloqueado el modo difícil
- /tutorial - Con este comando irás a la sala de tutorial del juego. Es lo primero que te aparece cuando te registras en Transformice por primera vez.
- /watch [Apodo#0000] - Este comando te permitirá tener la vista fijada en un jugador en especial que se tornará a un color rosa, mientras que los demás jugadores se ponen transparentes. Puedes desactivar esta opción volviendo a escribir el comando.

### Comandos para el editor de mapas
Estos comandos son útiles para el editor de mapas.
- /editor - Este comando te llevará directamente al editor de mapas.
- /debug - Este comando te permite ver cómo están vinculados los objetos del mapa entre sí.
- /info @[código del mapa] - Con este comando podrás ver información sobre un mapa en específico, como: creador del mapa, el código del mapa, la cantidad de votos que recibió, el porcentaje de votos positivos que tiene y la categoría a la que pertenece.

### Comandos para el chat
Estos comandos son muy útiles para el chat, nos ayudarán a tener un ambiente social en Transformice. 
- /c [apodo#0000] - Te permite susurrarle a un jugador si está conectado. Se los puede llamar Mensajes privados. Otra alternativa para este comando puede ser: /w [apodo#0000].
- /c* [apodo#0000] - Este comando te permitirá susurrarle a una persona, y a la vez, colocar el susurro en una pestaña para no mezclar los mensajes con los de la sala. Otra alternativa para este comando puede ser: /w* [apodo#0000].
- /chat [Nombre del chat] - Crea un canal privado en el cual podrás hablar con las personas que escriban el comando con el nombre del chat. No necesitas tenerlos de amigos para poder hablar con ellos ahí dentro y tampoco deben estar en tu misma tribu. Con el comando /who podrás ver quiénes están dentro de la sala.
- /filtre - Este comando desactiva el filtro de malas palabras/groserías. Para reactivarlo debes escribir el comando nuevamente.
- /font [fuente] - Te permite cambiar el tipo de letra/fuente del chat.
- /fontsize [tamaño] - Permite cambiar el tamaño de la letra del chat.
- /silence [razón por la cual desactivas susurros] - Te permite desactivar los susurros para las personas que no están agregadas a tu lista de amigos.
- /silence* [razón por la cual desactivas susurros] - Te permite desactivar los susurros para todas las personas, tanto como para la gente agregada a tu lista como para los que no lo están.

### Comandos para la tribu
Estos comandos son originarios para la tribu.
- /ch [apodo] - Te permite elegir al siguiente chamán en la casa de la tribu en la siguiente ronda. Necesita tener los permisos necesarios para hacerlo.
- /inv [apodo] - Este comando te permitirá invitar a un usuario que no forma parte de tu tribu a la casa de la misma. Para que funcione, se necesita al menos un ratón en la casa de la tribu. El ratón que quiera invitar a tal persona deberá tener permisos para invitar otros ratones a la tribu. Para cancelar la invitación utiliza el comando: /invkick.
- /module [nombre de un minijuego LUA] - Te permite activar un minijuego LUA en la casa de la tribu, si deseas pararlo utiliza el comando /module stop.
- /musique [enlace de cualquier video de YouTube] - Este comando te permite ver un video de YouTube en la casa de tu tribu si hay una pantalla de cine disponible. Para poder poner el video necesitas tener los permisos necesarios.
- /neige - Te permite activar la nieve en la casa de la tribu, siempre y cuando tengas los permisos necesarios. Para desactivarlo, vuelve a escribir el comando.
- /np @[código del mapa] - Te permite poner un mapa en la casa de la tribu para jugar con los demás miembros de la tribu. Para poder hacerlo, debes tener los permisos necesarios.
- /npp @[código del mapa] - Te permite agregar un mapa a la cola de mapas de la casa de la tribu. Para poder hacerlo tienes que tener los permisos necesarios.
- /sy - Este comando te permite sincronizar tu ratón con el mapa de la casa de la tribu. Si tienes lag, los objetos del mapa también lo tendrán y aparecerán o surtirá efecto de forma tardía. Para poder usarlo, debes tener los permisos necesarios.
- /sy? - Este comando te permite ver quién está sincronizado con el mapa de la casa de la tribu. Para acceder a él debes tener el permiso de colocar mapas.
- /t - Este comando te permite utilizar el chat de la tribu. Todos los mensajes aparecerán en verde.
- /t* o /mt - Este comando te permitirá colocar el chat de la tribu en una pestaña, así los mensajes no se mezclarán con los de la sala. Un comando alternativo para realizar la misma función es: /mt.

### Comandos de minijuegos
Estos comandos están creados especialmente para poder facilitar la entrada a los minijuegos.
- /bootcamp - Este comando te llevará a una sala Bootcamp al azar.
- /module - Este comando te permitirá ver toda la lista de minijuegos creados con el nuevo lenguaje de programación LUA.
- /racing - Este comando te llevará a una sala Racing al azar.
- /survivor - Este comando te llevará a una sala Survivor al azar.
- /vanilla - Este comando te llevará a una sala Vanilla al azar.

### Comandos especiales
Estos comandos son creados por acontecimientos especiales en Atelier801, con algunos sólo se podrá obtener premios y con otros se podrá obtener información.
- /atelier801 - Este comando te entrega un ítem gratuito.
- /code [código] - Este comando te permitirá ganar un ítem especial en el juego, para ello necesitas un código válido. Una forma de conseguirlos es visitando la Expo Japón en Francia. Otra forma de conseguirlos es participando en los juegos de los Livestreams oficiales de la comunidad ES (solo se juega por quesos en la tienda).
- /facebook - Este comando funciona una sola vez. Te llevará a la página de seguidores de Transformice en Facebook y recibirás 20 quesos.
- /parrain - Este comando te permite, ver la información y el link para que una persona se registre en el juego siendo tu Referido. Por cada 10 quesos que tu Referido consiga, a ti se te da 1 queso.

Además de estos comandos, hay alguna restricción que se utilizan por los Moderadores, Administradores o caracteres privilegiados del juego. Estos comandos pueden ir variando con el tiempo. Pueden aparecer más como también pueden desaparecer algunos.

## Técnicas
El dominio de ciertas técnicas proporciona una ventaja sobre otros jugadores con el fin de llegar al agujero primero con queso, tal como Pared de salto para el montaje en una pared o Deslizamiento de madera para ir más lejos, Rodar en la esquina de un bloque o tabla, etc. Algunos usos de los errores tolerados (no planificados) son movimientos caminando hacia atrás (Caminata lunar o Moonwalk), que estos son aficionados a los jugadores. 
A pesar de la aparente simplicidad del juego, algunos jugadores con el tiempo desarrollaron algunas técnicas dependiendo del propósito, que pueden ayudarles a completar un mapa a los ratones que están por delante de ellos. Wall Jump (Subiendo por las paredes), o Corner Jump (obtener impulso con la esquina de una superficie), son algunos ejemplos de estas técnicas muy conocidas.
- Wall Supa: esta técnica consiste en escalar paredes con obstáculos. Hay diferentes tamaños, formas y materiales de obstáculos que hay que atravesar. En sus tamaños existen medianos, grandes y pequeños; Sus formas son rectangulares, triangulares y en algunas ocasiones redondos; sus materiales son hielo, madera y chocolate.

- Wall Jump: esta técnica consiste en paredes de escalada, como el nombre implica. Los ratones utilizan una combinación que varía en la función del tipo de salto de pared; la escalada puede ser más rápido o más lento dependiendo del jugador. Consiste en correr contra la pared. El estándar utilizado por la mayoría de los jugadores, es utilizar las teclas de flecha de las paredes de ascenso del ratón gradualmente - El concepto es simple: correr contra la pared, y de nuevo cuando esté en el aire, saltar y repetir el procedimiento. Requiere mucho entrenamiento y se recomienda ver vídeos o tutoriales sobre el tema - Hay también la superficie chocolate que se utiliza en Wall Jump, probablemente el más fácil de todos modos. Ésta consiste en correr contra la pared que quieres subir, soltar esta tecla primero y luego repetir el proceso hasta que llegue al final de la subida. El mismo tipo de walljump fue perfeccionado, donde es posible escalar pisos con la fricción normal (adhesión) y paredes de hielo reforzado inclinados.

- Corner Jump: En el juego, hay pisos que si saltas desde una altura considerable, puedes obtener más impulso tocando la esquina de la superficie al que deseas caer. Muy utilizado para lograr ventajas entre los demás jugadores.

- Wall Push: Como su nombre lo dice, Empuje de Pared o Impulso de Pared, es una técnica en la cual desde una pared ya sea hielo rotado, grama, madera, trampolín de poca restitución, agua, chocolate, etcétera. se puede empujar, teniendo más posibilidades de llegar a otra superficie y seguir tu camino.

- WJ Trampolín: Es la práctica de hacer el wall jump en un trampolín. Él será arrastrado hacia el lado opuesto, por lo que debe agitar todo el tiempo la tecla de arriba. Por lo tanto, es necesario que el trampolín tenga fricción o está ligeramente inclinado.

- WJ Hielo: Se debe utilizar el mismo estilo de juego utilizado en Trampolín WJ. Cuando presione la tecla de arriba durante el ascenso, debe presionar fuertemente a la derecha y pulsar ligeramente la tecla de abajo. Por lo tanto, es necesario que el hielo esté ligeramente inclinado.

- Supas: Es una técnica relativamente fácil y muy usada generalmente en salas Bootcamp. Consta que el jugador debe caminar en el chocolate que hay debajo de una tabla y cuando el ratón comience a caer, saltar al otro lado.

- Lava: Es la técnica de caminar / saltar por encima de la lava. Consiste en pulsar el botón de arriba mientras se salta, y seguir presionando. Se necesita un poco de tiempo de práctica para dominar esta técnica.

- Fly: Consiste en que el chamán, utiliza el espíritu (o cañón) muchas ocasiones debajo de su ratón para poder Volar.

## Tribu
En el juego los ratones tienen un grupo de ratones unidos en una tribu. Puede unirse a una tribu o a través de sí mismo llamar al usuario para crear su propia tribu. Crear la tribu cuesta 500 quesos.

## Mapas
Podemos separar los mapas en 2 grupos: oficiales y creados por los jugadores. En los creados por los jugadores podemos dividirlos en 13 grupos: estándar, protegidos, bootcamp, chamán, arte, mecanismo, sin chamán, chamán cooperativo, misceláneos, survivor, bootcamp (P13), casas tribu y eliminados. Estos mapas se crean en el editor de mapas.
Usando el editor de mapas, cualquier jugador con más de un millar de quesos puede crear un mapa, este será representado por un código que empieza con un símbolo de arroba (@), por ejemplo: @123456.
Algunos mapas tienen interacciones especiales, tales como la forma Colisión (ratones que se convierten en material); el modo de Alma gemela (ratones vinculados en parejas por un enlace elástico modo irrompible) o Negro en el que solamente una pequeña parte de la imagen es visible alrededor de tu ratón, En este mapa Negro es aconsejable esperar a que el chamán (en el que caso de haberlo) realice alguna acción favorable.

## Editor de mapas
En el Editor de mapas, los jugadores pueden hacer sus propios mapas, que serán evaluados por otros usuarios mediante el voto Sí o No Si el mapa llega a más de 50% de votos negativos, será borrada.
Como el editor de mapas cubre una amplia técnica y es difícil para muchos usuarios, se requiere una experiencia relativamente alta en el juego para poder utilizarlo de manera eficiente. El costo de enviar de mapas es de 40 si se envía un mapa para evaluarla y 20 para adjudicarla como casa de la tribu.

## Trucos
En Transformice, existen algunos comandos especiales que al escribirlos en el chat, te dan increíbles recompensas.
- /facebook: Este comando te redireccionará a su página de Facebook, ganando 20 quesos de manera gratuita y fácil.
- /atelier801: Este comando es especial, ya que es el nombre de la empresa desarrolladora del juego. Te dará un sombrero con forma de pastel.
- Cambiar la contraseña: Al cambiar tu contraseña, ganarás 40 quesos y un accesorio para tus orejas. Para cambiar tu contraseña, sólo debes poner menú, seguido de la opción cambiar Contraseña, y luego poner tu correo electrónico, para que te manden un código de seguridad. Ahora ingresa a tu correo electrónico y busca el código. Ahora lo pones el código, y ya podrás cambiar tu contraseña.

## Medallas
En 2014, en el evento carnaval, fue lanzada una nueva actualización del juego donde los jugadores pueden ganar medallas (badges).
Actualmente existen tres tipos de medallas:
- Medallas de eventos: por haber cumplido el objetivo del evento.
- Medallas por comprar pieles: se compran en la tienda con quesos o fresas.
- Medalla Enigma Este último, y único, tiene la apariencia de un pastel y tiene el número 4. Para conseguirlo, el jugador, sin moverse, debe tirar confeti, bailar, tirar confeti otra vez, aplaudir y besar. Poco después, verá su ratón sosteniendo un pastel.
- Medallas de Racing y Survivor: Estas medallas se consiguen completando el recuadro de estadísticas de Racing o Survivor.

## Perfil
Cada jugador tiene un perfil. Se registra las acciones que el usuario ha hecho: cuantos quesos ha conseguido en total, de primero, los ratones salvados, el nivel que tiene, etc. En ella también se colocan todos los títulos que el jugador gana y la foto de perfil (la cual se pone desde el foro). También se mostrará tu pareja, las medallas actuales que has conseguido y unos Recuadros que muestran tus estadísticas en Racing y Survivor.

## Tienda
En el juego, los ratones pueden tener su propia ropa, como sombreros, gafas de sol, pendientes, accesorios para la boca y el cuello, entre otros. Pero para la liberación de cada uno, hay un costo, quesos y fresas, que se utilizan en las monedas de juego. Para obtener el queso, solamente tienes que rellenar los mapas con éxito. Para obtener las fresas, tienes que pagar con dinero en efectivo. Existe escasa cantidad de ropa única pagada únicamente con las fresas, por lo que la fresa es el sustituto del queso. Los precios de los artículos en el queso, son en la actualidad entre 20 y 10000. Hay artículos que cuestan sin queso, que pueden ser desbloqueados a través de eventos como Navidad, Halloween, Pascua, Día de los inocentes, Carnaval, etcétera. La ropa también puede cambiarse de color, con esto basta pagar 2000 Quesos o 20 Fresas, una vez que compres las personalizaciones de las ropas, puedes cambiarle de color a tu ropa cuantas veces gustes.

## Inventario
El inventario fue agregado en el evento de pesca del año 2014, el cual permite almacenar objetos consumibles tales como Pelotas, Selfies, Fuegos artificiales, etcétera. También se almacenarán algunas medallas que se conseguirán en los eventos.
Intercambiando objetos con otros jugadores se obtendrán objetos depende de cuantos objetos de inventario pongas en la tabla de intercambio y cuantos objetos ponga con el que intercambias.

## Trolls
Transformice se destaca por tener muchos usuarios Trolls, que son jugadores cuyo objetivo es irritar a otros usuarios o al chamán. Aunque sea muy odiado por parte del juego, las normas no permiten que un moderador banee a los trolls, aunque los jugadores pueden hacerlo mediante el voto popular (por lo general ocurre en casos extremos).
Hay varios tipos de Trolls en Transformice. El caso más común es el del Viento: el ratón está en el mapa (escondido o no) hasta que se agote el tiempo, evitando entrar en la ratonera, por lo que es imposible que el chamán también entre, porque sigue habiendo un ratón sobre el mapa. Por lo general, los chamanes tratan de matar a los trolls lanzando cañones (el más fácil y tal vez el más eficiente), o runas con las tablas, cajas, yunques e incluso hasta portales disponibles cuando se forman las estructuras apropiadas para matar a este tipo de jugador. En una de las nuevas actualizaciones, se agregó un Cubo de hielo, el que solamente puede usarlo el chamán, como otro modo de contener a los trolls, este selecciona el cubo de hielo (puede usar solamente dos en cada ronda) y Congelar y matar a los trolls.
También existe los Ratones suicidas que al no tener el First (queso conseguido primero) se suicidan, irritando aún más al chamán, la mayoría de los ratones de niveles altos realizan este Troll. 
Hay chamanes Trolls, los cuales pueden intentar matar a los ratones, no construyen para ayudarlos o directamente cierran la ratonera, siendo este último el más usado y mal visto por los jugadores.

## Lenguaje
Como en cualquier juego en línea, los jugadores generalmente se comunican a través de una serie de abreviaturas y palabras específicas. Los principales son los siguientes:
- Wj: Walljump (escalar la pared).
- Chami: Abreviatura del Chamán.
- Fail: Se le dice a un jugador fail cuando malogra sus first constantemente. También es utilizado como presentimiento que tienen los jugadores al ver poco tiempo restante o una construcción malograda del Chamán.
- Cn: Cañón (en Inglés: Cannon). El objetivo del Chamán es utilizar el cañón para pasar de un lado a otro.
- Sp: Espíritu (en Inglés: Spirit) Un poder que tiene el chamán para ayudar a los ratones a superar los obstáculos.
- Farmer: Jugador muy experimentado que juega y hace first en salas con pocos ratones.
- Ty: Gracias. (del Inglés Thank you)
- Gj: Buen trabajo. (Del Inglés: Good job). Generalmente se usa para felicitar a un ratón que ha obtenido el primer puesto. Algunos jugadores también escriben "Gg"
- Gg: Buen juego. (Del Inglés: Good game). Término utilizado recién desde hace unos años, para expresar felicitaciones hacia alguien. Actualmente, se utiliza más este término que el antes famoso "Gj".
- First: (del Inglés: Primero). Cuando un ratón llega el primero a la Ratonera. Algunos jugadores se equivocan al escribir y ponen “Firts” o "Firs", que están mal utilizados.
- Noob: término ofensivo para referirse jugadores principiantes, sin experiencia. Algunos jugadores escriben "Nob", también mal utilizado.
- Suerte: Expresión que se usa cuando un jugador malogra su first y otro jugador lo utiliza a su favor, obteniendo de esa manera el preciado First.
- Bug: Cuando un objeto da defecto o cuando el mapa no funciona correctamente.
- Lag: Cuando el juego se hace más lento y/o se detiene durante unos segundos. El retraso puede llevar a la desconexión del juego.
- Lag inicial: Consta de la palabra 'Lag' (anteriormente detallada) en el que el afectado la dice para señalar que tuvo unos segundos de lentitud al empezar la ronda.
- Lag hole: Consta de las palabras 'Lag' (anteriormente detallada) y 'Hole' (Del inglés: Hoyo o Madriguera) en el que el afectado la dice para señalar que tuvo unos segundos de lentitud al ingresar al Hole.
- Troll: Cuando un jugador interrumpe o molesta en el juego.
- Hack: Se utiliza para acusar a jugadores que utilizan programas ilegales y códigos en el juego.
- Speed: (Del Inglés: Velocidad) Cuando un jugador usa un Hack que hace que su ratón vaya más rápido.
- Net: Un término que se utiliza para indicar que un jugador tiene una buena conexión a Internet, lo que le hace tener una cierta ventaja sobre otros jugadores.
- Mod: Término referido a Moderadores del juego. Ellos tienen el poder de prohibir los jugadores que rompen las reglas.
- Bot: Término referido a Robot. Personajes creados para el juego que no son jugadores reales. Como los que comparten links de Transformice's piratas o también puede ser referido a personas que usan el nuevo "Robot Hack" para jugar automáticamente, este nuevo hack también es baneable.
- Spam: Cuando un jugador pone varios mensajes seguidos e iguales en el chat, lo que resulta molesto para los jugadores.
- Pro: Jugador experimentado, que juega muy bien.
- Cagar: Cuando un Chamán comete un error y el primer jugador no consigue el 𝗙𝗶𝗿𝘀𝘁, el jugador le acusa de que por su error no consiguió entrar primero. También se suele utilizar cuando un jugador está a punto de conseguir un first y por alguna equivocación propia malogra su First.
- Camper: Se usa normalmente cuando se juega survivor otros juegos de escondite o sobrevivir. Se le llama así al que dura escondido o en un lugar casi inalcanzable donde no se pueda matar o eliminar.

## Reglas
Como todos los otros juegos, Transformice tiene una lista de reglas que se han de seguir. Si alguien no sigue una o más reglas puede ser sancionado de 2 maneras (Ban o Mute) Si un jugador hace "Spam" en el chat, será silenciado o muteado (no podrá hablar en el chat); Los moderadores siguen un criterio de reincidencias, es decir a medida que el jugador va rompiendo una misma norma el tiempo de sanción irá aumentando progresivamente (no pueden dar Bans permanentes, sólo los administradores pueden hacerlo). Un Ban de 0 horas, se considera como una advertencia: Kick, que simplemente desconecta al jugador. Si un jugador está usando un tipo de hack se le baneará la cuenta junto con la IP y / o no podrá jugar más al juego hasta que la sanción expire.
También hay una regla que prohíbe el Farm. Es cuando un jugador crea una sala y mediante VPN o Proxys reúne varias cuentas para subir estadísticas de manera rápida (normalmente se hace uso de Hacks para facilitar el proceso) Si un moderador lo descubre, le baneará como si hubiese usado Hack. Puede dar lugar un reinicio de todas las estadísticas del jugador e incluso un Ban permanente si se hace de manera masiva y desmesurada.

## Eventos
Los eventos son acontecimientos que crean los administradores, se suele colocar Eventos en fechas importantes, como: Navidad, Día de San Valentín , Halloween, Etcétera. Los eventos generalmente tienen mapas, títulos, emblemas, insignias y consumibles especiales. Desde el 1ro de enero de 2016 los eventos son llamados "Aventuras", que tiempo después terminaron ser continuos con 2 o 4 semanas de duración.

## Idiomas
Actualmente, hay 30 idiomas disponibles.
- 1 de mayo de 2010: se crea el juego y se añaden dos idiomas, el francés  e inglés .

- 23 de junio de 2010: se agrega el idioma ruso .

- 1 de septiembre de 2010: se añade el idioma portugués-brasileño .

- 1 de febrero de 2011: se agrega el idioma turco .

- 27 de marzo de 2011: se añade el idioma chino .

- 30 de junio de 2011: se agrega el idioma español .

- 29 de septiembre de 2011: se añaden los idiomas de los países escandinavos, el noruego , sueco  y danés .

- 2 de abril de 2012: se agregan los idiomas, el húngaro , polaco  y holandés .

- 2 de agosto de 2012: se añaden los idiomas rumano  e indoneso .

- 10 de enero de 2013: se añade el idioma alemán .

- 27 de abril de 2014: se añade el idioma árabe .

Los siguientes son el tagalo (filipino) , japonés , italiano , lituano , hebreo , checo , esloveno , croata , búlgaro , letón  y estonio .

## Recepción
El juego es reconocido por Kotaku, Rock, Paper, Shotgun, y PC Gamer. Transformice también ha recibido un premio de People's Choice Award en el evento Mochi Media's Flash Gaming Summit de 2011.
Fue un gran éxito en la plataforma de juegos de Kongregate (más 6500000 piezas hechas en marzo de 2011) y fue elegido "Mejor Juego de Navegador 2010" por el sitio en inglés GameOgre7. También participó en el Japan Expo 2012. El juego ha sido nominado para el juego indie del año 2012, y está bajo el top 100 de los juegos indie de 2012.

## Estado actual del juego
Lamentablemente, la popularidad del juego empezó a decaer del 2016 en adelante, en ese entonces empezó a disminuir la cantidad de jugadores conectados, en marzo de 2017 la famosa página web cheese.formice.com como base de red social del juego se inhabilita debido a dificultades para mantenerse operativo, con periodos intermitentes de inaccesibilidad y desactualización, si bien algunos usuarios esperaban un retorno o actualización completa del servicio, parece que CheeseForMice ahora está inactivo o en un estado de mantenimiento sin una fecha clara de reactivación, dando lugar a Atelier801 que desafortunadamente no continuó con el legado de CFM, lo que provocó descontento e indignación entre los usuarios y más disminución de jugadores. Ahora sólo se pueden ver sus copias y archivos que están en Wayback Machine (clic aquí).
Debido a las falencias del juego y el descontento de la gente, se cancelaron los eventos de elecciones de alcaldes, y las salas de música al igual que sus características en otros mapas del juego para colocar URL's de vídeos o música fueron eliminadas, siendo la anticipación de su debacle.
El 31 de diciembre de 2020 Transformice tuvo otro problema, que fue la descontinuación de Adobe Flash Player, ya que dejó de distribuir y actualizarse, tanto Apple como Google y Mozilla fueron reduciendo su soporte para Flash en sus navegadores (Safari, Chrome y Firefox), lo que también aceleró su desaparición, quedando solo el sitio web de TFM y las indicaciones para sólo descargar e instalar el software del juego integrado con Adobe AIR y HARMAN, pero ya sin ejecución mediante navegadores, lo que profundizó aún más su caída.
A mediados de 2024 se eliminaron todos los avatares de los jugadores debido a problemas técnicos y de sincronización con Atelier801, provocando más alarma en la comunidad, pero dando lugar a que ahora solo se puede subir una foto de perfil usando el comando "/avatar".
Desde su lanzamiento, el juego ha evolucionado con eventos temáticos y mejoras continuas. Actualmente, Transformice ha tenido muchos altibajos debido a la falta de marketing y publicidad por parte de sus creadores y desarrolladores para atraer a más usuarios, aun así, sigue siendo relevante gracias a actualizaciones frecuentes y una comunidad drásticamente muy reducida, pero activa y fusionada con salas internacionales debido a la disminución de jugadores.